# Ngân hàng Trung ương Cuba
Ngân hàng Trung ương Cuba (tiếng Tây Ban Nha: Banco Central de Cuba, BCC) là một ngân hàng trung ương của Cuba. Được thành lập năm 1997 để tiếp quản Ngân hàng Nhà nước Cuba (tiếng Tây Ban Nha: Banco Nacional de Cuba), thành lập ngày 23 tháng 12 năm 1948, bắt đầu hoạt động vào 27 tháng 4 năm 1950.

## Thống đốc
- Felipe Pazos, 1950 – tháng 4 năm 1952[4]
- Joaquín Martínez Sáenz, tháng 4 1952 – 1958[5][6]
- Felipe Pazos, tháng 1 năm 1959 – tháng 11 năm 1959[4]
- Che Guevara, 26 tháng 11 năm 1959 – 1961[7]
- Raúl Cepero Bonilla, 1961–1962[8]
- Orlando Pérez Rodríguez, 1962 – 1973[9]
- Raúl León Torrás, 1973 – 1985[10]
- Héctor Rodríguez Llompart, 1985 – 1995[11]
- Francisco Soberón Valdés, 1995 – 2009[12]
- Ernesto Medina Villaveiran, 2009 – 2017[13]
- Irma Margarita Martínez Castrillón, 2017 – 2020
- Marta Sabina Wilson González, 2020-2023[14]
- Joaquín Alonso Vázquez từ 15 tháng 2 năm 2023[15]